# Sarawut Janthapan
Sarawut Janthapan (tiếng Thái: ศราวุฒิ จันทพันธ์, sinh ngày 26 tháng 4 năm 1984), còn được biết với tên đơn giản (tiếng Thái: ต่าย), là một cầu thủ bóng đá từ Thái Lan. Hiện tại anh thi đấu cho Ban Bueng United.
Anh thi đấu cho Chonburi FC ở vòng bảng Giải vô địch bóng đá các câu lạc bộ châu Á 2008.

## Danh hiệu

### Câu lạc bộ
Chonburi FC
- Giải bóng đá Ngoại hạng Thái Lan Vô địch (1): 2007
- Cúp Hoàng gia Kor Vô địch (2): 2008, 2009